# Белобрагин, Антон Витальевич
Антон Витальевич Белобрагин (р. 7 августа 1969 года) — российский предприниматель, владелец торговой сети «Spar» (в России) и «Тульского мясокомбината».

## Биография
Родился 7 августа 1969 года.
В 1991 году окончил Тульское высшее артиллерийское инженерное училище. Был военным, в 1993 году уволился из армии, кандидат экономических наук. После военной карьеры стал заниматься предпринимательством. Был депутатом Тульской областной Думы 5-го созыва (фракция «Справедливая Россия»), членом комитета по экономической политике, вопросам собственности и земельным отношениям.
Развивал свои магазины в Туле. В конце 2004 года Белобрагин подписал лицензионное соглашение с голландской компанией «Spar International» об открытии в Туле продовольственных супермаркетов под маркой «Spar», на основе франчайзинга. В 2004 году он стал открывать универсамы «Spar» и в других регионах России, в том числе в Рязани, Калуге, Липецке, Тамбове и Орле.

### Инсценировка похищения
9 февраля 2016 года Белобрагин выехал из конторы домой. Он выехал рано, обычно с работы Белобрагин уезжал позже. В последний раз Белобрагин вышел на связь в 16:18, а в интернет — в 16:33. С собой у него был планшет. Белобрагин поехал без водителя. Позднее, в районе населённого пункта Косая Гора в Тульской области, был обнаружен принадлежавший ему внедорожник с пятнами крови в салоне, без самого водителя. В то же время с этим в полицию обратились родственники Белобрагина, которые заявили, что не могут с ним связаться.
«Lexus» Белобрагина обнаружили в районе деревни Судаково, в 1 км от поворота с трассы М2 на Косую Гору. В стекле водительской двери обнаружено отверстие (похожее на пулевое). Свидетели очевидцы сообщили, что бизнесмена вытащили из машины и увезли несколько человек на двух автомобилях.
Возбуждено уголовное дело, а в самой Туле объявлен план перехват. Прокурор Тульской области Александр Козлов взял это дело под свой личный контроль. Почти весь личный состав тульской полиции привлечён к поискам. На место происшествия выехал начальник УМВД по Тульской области Сергей Галкин. В розыск были объявлены две автомашины: серебристый (или белый) Ford Mondeo и второй автомобиль неустановленной марки с цифрами госномера 385.
Позже стало известно, что похищение было инсценировано правоохранительными органами. В результате было арестовано несколько человек, которые планировали совершить убийство Белобрагина.